# Friedrich Johann Coy
Friedrich Johann Coy (* 1. Februar 1891 in Habitzheim; † 3. Juli 1944 in Brandenburg an der Havel) war ein deutscher römisch-katholischer Landwirt und Märtyrer.

## Leben
Friedrich Coy wuchs in der Nähe von Dieburg in Habitzheim auf. Im Ersten Weltkrieg leistete er Kriegsdienst und wurde mit dem Eisernen Kreuz I. Klasse dekoriert. Er heiratete in den benachbarten Ort Hering ein und war dort Landwirt und Rolladenbauer. In der katholischen Diasporagemeinde Hering engagierte er sich als Kirchenvorstand und Stifter einer Glocke. Politisch gehörte er der Zentrumspartei an.
Coy wurde am 26. Mai 1940 zum ersten Mal angezeigt, weil er Zweifel an der deutschen Siegmöglichkeit geäußert hatte. Als er am 14. Januar 1944 öffentlich Kritik an der Fortsetzung des Krieges formulierte, wurde er denunziert, verhaftet und über das Gefängnis Rundeturmstraße in Darmstadt am 11. Februar 1944 in das Zellengefängnis Lehrter Straße in Berlin-Moabit gebracht. Am 24. Mai 1944 wurde er vom Volksgerichtshof Berlin unter Roland Freisler wegen Wehrkraftzersetzung und „religiöser Verblendung“ zum Tode verurteilt. Im Zuchthaus Brandenburg-Görden wurde er, 53 Jahre alt, am 3. Juli 1944 hingerichtet.  Er wurde am 24. Januar 1947 in Hering beigesetzt.

## Gedenken
Die deutsche Römisch-katholische Kirche hat Friedrich Coy als Märtyrer aus der Zeit des Nationalsozialismus in das deutsche Martyrologium des 20. Jahrhunderts aufgenommen. In der Pfarrkirche von Hering erinnert seit 1988 eine Gedenkstätte an ihn. In der Gedenkstätte Laurenzikirche bei Gau-Algesheim hängt sein Bild.